# 윤강로
윤강로(尹强老, 1919년 2월 12일 ~ 1965년 5월 22일)는 매국노 윤덕영의 양손이자, 일제강점기의 일본귀족 겸 대한민국의 의사로, 본적은 서울특별시 종로구 옥인동이다.

## 생애
경성부에서 태어나 1941년에 세브란스의학전문학교를 졸업한 의사였다. 종조부 윤덕영의 아들이 일찍 사망하여 대가 끊어지자 이 집안에 양자로 들어갔다. 1940년 양조부 윤덕영이 사망하자 이듬해 그의 자작위를 물려받았다.
광복 후인 1949년에 반민족행위특별조사위원회에서 심문을 받았으나, 반민특위가 곧 해체된데다 습작 당시 나이가 20대 초반이었기에 별다른 처벌을 받지 않고 기소유예로 풀려났다. 1960년대까지 서울에서 병원을 경영했다.
2008년 민족문제연구소에서 친일인명사전에 수록하기 위해 정리한 친일인명사전 수록예정자 명단에 양조부 윤덕영, 양조모 김복수와 함께 선정되었으며 2009년 친일반민족행위진상규명위원회가 발표한 친일반민족행위 705인 명단에도 포함되었다.

## 참고자료
- 반민족행위특별조사위원회, 〈피의자신문조서 - 윤강로〉 (1949년 7월 15일)